# Juan Luna
Juan Luna y Novicio (Badoc, 23 ottobre 1857 – Hong Kong, 7 dicembre 1899) è stato un pittore e attivista filippino.
È noto per aver partecipato alla rivoluzione filippina. Era il fratello maggiore di Antonio Luna. Fu uno dei primi artisti filippini ad essere riconosciuto anche all'estero.
La sua vittoria della medaglia d'oro all'Esposizione delle belle arti di Madrid del 1884, insieme alla medaglia d'argento vinta dal collega pittore filippino Félix Resurrección Hidalgo, promosse una celebrazione che fu un momento culminante nelle memorie dei membri del Movimento Propaganda, con i colleghi Ilustrados che brindarono alla salute dei due pittori e alla fratellanza tra la Spagna e le Filippine.
Stimato per l'opera eseguita alla maniera delle accademie spagnola, italiana e francese del suo tempo, Luna dipinse scene letterarie e storiche, alcune con una sottolineatura di commento politico. Le sue opere allegoriche erano ispirate all'equilibrio classico, e spesso mostravano le figure in pose teatrali.

## Biografia

### Giovinezza
Nato nella città di Badoc nelle Filippine settentrionali, Juan N. Luna era il terzo dei sette figli di Joaquín Posadas Luna e Laureana Ancheta Novicio-Luna. Nel 1861, la famiglia Luna si trasferì a Manila ed egli andò all'Ateneo Municipal de Manila dove ottenne la sua laurea di Bachelor of Arts. Eccelleva nella pittura e nel disegno, e fu influenzato da suo fratello, Manuel N. Luna, che, secondo il patriota filippino José Rizal, era un pittore migliore di Juan stesso.
Luna si iscrisse all'Escuela Nautica de Manila (ora Accademia della Marina Mercantile delle Filippine) e divenne un marinaio. Prese lezioni di disegno sotto l'illustre insegnante di pittura 
Lorenzo Guerrero di Ermita. Si iscrisse anche all'Accademia di Belle Arti (Academia de Dibujo y Pintura) di Manila dove fu influenzato e istruito nel disegno dall'artista spagnolo Agustin Saez. Tuttavia, le vigorose pennellate di Luna non piacevano al suo insegnante e Luna fu congedato dall'accademia. Ciononostante, Guerrero fu impressionato dalla sua abilità ed esortò Luna a fare un viaggio a Cubao per proseguire ulteriormente il suo lavoro.

### Viaggio all'estero
Nel 1877 Manuel e Juan Luna fecero un viaggio in Europa, dove Manuel studiò musica e Juan pittura. Juan entrò all'Escuela de Bellas Artes de San Fernando, dove fece amicizia con il pittore Don Alejo Vera. Luna era scontento dello stile dell'insegnamento a scuola e decise che sarebbe stato molto meglio lavorare con Vera.
Vera lo portò a Roma per alcune delle sue commesse, e Luna fu esposto all'arte dei pittori del Rinascimento. Fu nel 1878 che i suoi talenti artistici si affermarono con l'apertura della prima esposizione d'arte a Madrid, che fu chiamata Exposición Nacional de Bellas Artes (Esposizione Nazionale di Belle Arti). Da allora in poi, Luna fu assorbito dalla pittura e produsse una collezione di dipinti che mostrò nell'Esposizione del 1881.
Nel 1881, la sua La Muerte de Cleopatra (La morte di Cleopatra) gli fece vincere una medaglia d'argento e arrivò al secondo posto. La reputazione crescente di Luna come artista portò a una borsa di studio con un pensionado (pensione) di 600 pesos annui attraverso l'Ayuntamiento di Manila. La condizione era che si obbligava ad eseguire un quadro che catturasse l'essenza della storia delle Filippine e che sarebbe poi diventato di proprietà dell'Ayuntamiento.

### Carriera artistica

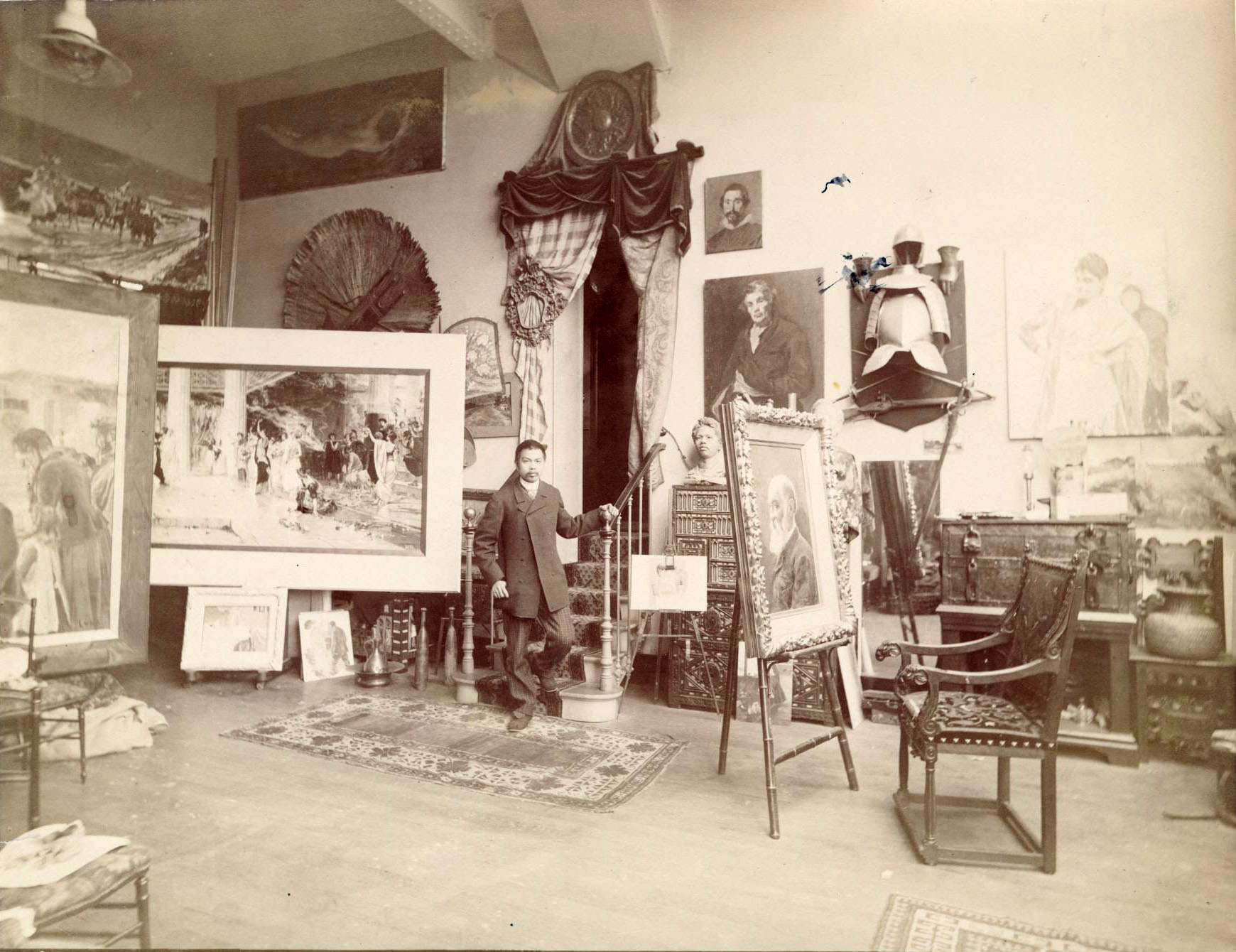
Juan Luna nel suo studio di Parigi, circa 1885-1890

Nel 1883 Luna iniziò il quadro richiestogli dall'Ayuntamiento. Nel maggio 1884, spedì la grande tela dello Spoliarium a Madrid per l'Exposición Nacional de Bellas Artes di quell'anno. Fu il primo vincitore delle tre medaglie d'oro assegnate nella mostra e Luna ottenne il riconoscimento tra i conoscitori e i critici d'arte presenti. Il 25 giugno 1884, i nobili filippini e spagnoli organizzarono un evento che celebrava la vittoria di Luna alla mostra. Quella sera, Rizal preparò un discorso per il suo amico, soffermandosi sui due aspetti significativi della sua opera d'arte, che includevano la glorificazione del genio e la grandiosità delle sue abilità artistiche.
Luna strinse un rapporto amichevole con il Re di Spagna e fu poi incaricato dal Senato spagnolo di dipingere una grande tela che fu chiamata La Batalla de Lepanto (La battaglia di Lepanto). Si trasferì a Parigi nel 1885 dove aprì il suo studio e strinse amicizia con Hidalgo. Un anno dopo, finì l'opera El Pacto de Sangre (Il patto di sangue) in conformità all'accordo preso con l'Ayuntamiento di Manila. Raffigurata in quest'opera era la cerimonia del patto di sangue tra il Datu Sikatuna, uno dei signori dell'Isola di Bohol, e il conquistador spagnolo Miguel López de Legazpi. È ora esposto nel Palazzo di Malacañan. Inviò anche altri due quadri in aggiunta a quello ricjiesto; la seconda tela inviata a Manila era un ritratto di López de Legazpi ricostruito da Luna dal suo ricordo di un ritratto simile che aveva visto nella sala del Cabildo, e il terzo era del governatore generale Ramón Blanco y Erenas.
A Parigi fu iniziato in Massoneria con altri Filippini, come Félix Pardo de Tavera e Osmundo Evangelista, in un triangolo fondato dalla loggia La Solidaridad, n.º 53, appartenente al Gran Oriente Español. 
Nel 1887, Luna fece di nuovo un viaggio in Spagna per far entrare nell'Esposizione di quell'anno due opere, La Batalla de Lepanto e Rendición de Granada (Resa di Granada), che vinsero entrambe nella mostra. Celebrò il suo trionfo a Madrid con Graciano López-Jaena, che fece un discorso di congratulazioni a Luna. I quadri di Luna sono descritti generalmente come vigorosi e drammatici. Con i suoi elementi di Romanticismo, il suo stile mostra l'influenza di Delacroix, Rembrandt e Daumier.
Il capolavoro di Juan Luna ¿A Do...Va la Nave? fu venduto per 46,8 milioni di pesos all'asta di Makati.

### Matrimonio
Il 4 dicembre 1886, Luna sposò Maria de la Paz Pardo de Tavera, una sorella del suo
amico Felix e di Trinidad Pardo de Tavera. La coppia fece un viaggio a Venezia e a Roma e si stabilì a Parigi. Ebbero un figlio, che chiamarono Andrés, e una figlia, Maria de la Paz, detta Bibi, che morì nell'infanzia. Luna amava sua moglie. Tuttavia, era molto geloso e accusò frequentemente Paz di avere una storia con un certo Monsieur Dussaq. Alla fine in un attacco di gelosia uccise sua moglie e sua suocera e ferì suo cognato, Félix, il 22 settembre 1892. Fu quindi arrestato e gli furono contestate le accuse di omicidio.
Luna fu prosciolto dalle accuse l'8 febbraio 1893, con la motivazione del crimine passionale e della temporanea infermità di mente. La "legge non scritta" del tempo infatti tendeva a perdonare gli uomini per aver ucciso le mogli infedeli. Gli fu ordinato di pagare ai Pardo de Taveras una somma di milleseicentocinquantuno franchi e ottantrè centesimi, e venticinque franchi in più per le spese postali, oltre a un franco di interessi per danni ("dommages-intérêts"). Cinque giorni dopo, Luna andò a Madrid con suo fratello, Antonio Luna, e suo figlio, Andrés.

### Murcia
Alcuni anni dopo, nell'ottobre 1889, l'artista fece un viaggio nella sudorientale, a Murcia: come contenuto nel comunicato stampa dell'epoca, si installò provvisoriamente a Moratalla dove fece un ritratto della figlia di Juan Tamayo, un uomo eminente di questa città. Passando per Murcia donò due ritratti della Regina Reggente che aveva fatto rispettivamente al Consiglio Provinciale e Municipale, e uno di questi fu acquistato dall'organo provinciale per cinquecentosettantacinque pesetas e installato in cima alla Sala delle sedute del Palazzo provinciale, per poi andare nell'ufficio presidenziale nell'aprile 1932, un anno dopo la proclamazione della Seconda Repubblica Spagnola. Entrò infine come deposito nel Museo di Murcia insieme a vari ritratti ufficiali di icinigrafia reale, venendo inclusi nei diversi inventari e cataloghi senza sufficienti dati o riferimenti, solo un terso "DJ.LUNA" come attribuzione artistica.

### Ultimi anni
Nel 1894 Luna si ritrasferì nelle Filippine e fece un viaggio in Giappone nel 1896, ritornando durante la Rivoluzione filippina del Grido di Balintawak. Il 16 settembre 1896, lui e suo fratello Antonio Luna furono arrestati dalle autorità spagnole per essere coinvolti con l'esercito ribelle Katipunan. Malgrado la sua incarcerazione, Luna riuscì ancora in grado di produrre un'opera d'arte che diede a un prete in visita. Gli fu concessa la grazia dai tribunali spagnoli il 27 maggio 1897; fu rilasciato dal carcere e fece il viaggio di ritorno in Spagna in luglio.:394 Ritornò a Manila nel novembre 1898.:394 Nel 1898, fu nominato nel comitato esecutivo del governo rivoluzionario delle Filippine come membro della delegazione di Parigi che stava lavorando per il riconoscimento diplomatico della República Filipina (Repubblica filippina). Nel 1899, all'atto della firma del Trattato di Parigi (1898), Luna fu nominato membro della delegazione a Washington, D.C. per fare pressioni per il riconoscimento del governo filippino.
Fece il viaggio di ritorno nelle Filippine nel dicembre 1899 appena seppe dell'omicidio di suo fratello Antonio da parte del battaglione Kawit a Cabanatuan. Fece il viaggio fino ad Hong Kong e morì là il 7 dicembre 1899 di attacco cardiaco. I suoi resti furono sepolti ad Hong Kong e nel 1920 furono esumati e conservati nella casa di Andrés Luna, per essere poi trasferiti in una nicchia della chiesa di San Agustín nelle Filippine. Cinque anni dopo, Juan sarebbe stato reintegrato come artista di fama mondiale e Peuple et Rois, la sua ultima grande opera, fu acclamata come la migliore opera in gara nella Fiera mondiale di Saint Louis a St. Louis. Alcuni dei suoi quadri furono distrutti dal fuoco nella Seconda guerra mondiale.

## Ritratto nei mezzi di comunicazione
- Ritratto da Bryan Benedict nella serie televisiva Ilustrado (2014).
- Ritratto da Allan Paule nel film Heneral Luna (2015).